# Floreat Etona!
«Floreat Etona!» (лат.) («Пусть процветает Итон!») — картина британской художницы-баталистки Элизабет Томпсон, написанная в 1882 году. Название является девизом Итонского колледжа: Floreat Etona («Пусть Итон процветает»). На картине изображён инцидент, произошедший в 1881 году, во время Первой англо-бурской войны.

## Сюжет и описание
На картине изображён лейтенант Роберт Элвес из гренадерской гвардии, который был убит в битве за Лаингс-Нек 28 января 1881 года. Британская армия пыталась прорваться через проход в Драконовых горах, когда Элвес верхом на коне присоединился к безнадёжной лобовой атаке вверх на холм в пасть грозной бурской обороны. Сообщалось, что он подбодрил другого выходца из Итона Монка, адъютанта 58-го пешего полка, криком: «Пойдем, Монк! Флориат Итона! Мы должны быть в первых рядах!», — непосредственно перед тем, как его застрелили. Элвес был одним из 83 убитых и 11 раненых. Монк выжил в битве. Видимо, сюжет картины был предложен художнице её мужем Уильямом Фрэнсисом Батлером, который, в том числе, пытался реабилитировать репутацию одного из своих друзей, обвиняемого в неудачах британцев в этой войне.
На картине изображены два верховых британских офицера в синих патрульных куртках с обнажёнными саблями, ведущих в атаку на зрителя пехоту в красных мундирах. Лошадь справа (несущая Монка) спотыкается, а офицер слева (Элвес) кричит ободряюще. На заднем плане виден королевский цвет — это нападение было последним разом, когда британский батальон использовал свои знамёна, — и гора с плоской вершиной — Маджуба — в Натале.

## История
Картина была показана на летней выставке Королевской академии художеств в 1882 году. Однако, что необычно для леди Батлер, картина не имела успеха у критиков, возможно, потому, что она была посвящена незначительному и неудачному инциденту в забытой войне. Кроме этого, некоторые критики сочли картину слишком сентиментальной.
В июне 2007 года картина была продана на аукционе Christie's в Лондоне за 50 400 фунтов стерлингов.